# Kevin Hollinrake
Kevin Paul Hollinrake (nascido em 28 de setembro de 1963) é um político e empresário conservador britânico. Ele é membro do Parlamento (MP) por Thirsk e Malton desde maio de 2015.
Hollinrake é casado com Nikky e tem quatro filhos, morando principalmente em Londres, mas com uma casa em Yorkshire. Os seus quatro filhos frequentaram escolas em Crayke e Easingwold.